# Laboratorieutrustning
Laboratorieutrustning omfattar mätinstrument för diverse storheter, maskiner som möjliggör eller snabbar på processer, diverse typer av glasbehållare och övriga enkla föremål, liksom förbrukningsmaterial.

## Mätinstrument
Laboratorieinstrument kallas mät- och analysinstrument vars primära användningsområde är i laboratorier, inte i produktion. Skillnaden mellan laboratorieinstrument och instrument för produktionsbruk är framför allt att laboratorieutrustning ställer större krav på mångsidighet och precision, medan man på produktionsutrustning ställer högre krav inom områden som driftsäkerhet, realtidsegenskaper och pris.

### Analysvåg

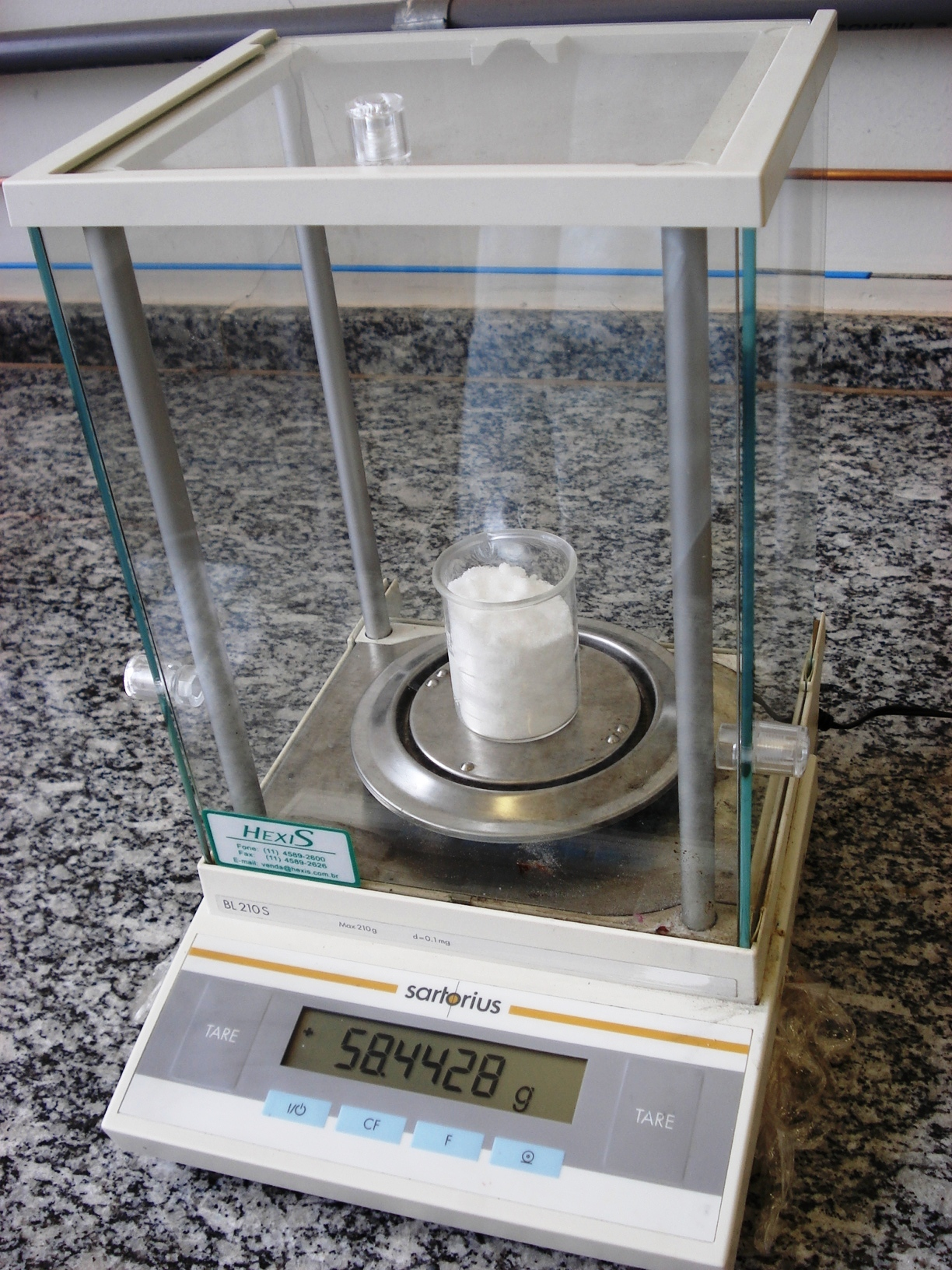
En elektronisk analysvåg.

En analysvåg mäter relativt ringa massor med en hög noggrannhet.

### pH-mätare
En pH-mätare är ett elektroniskt instrument som mäter en lösnings surhet med en högre precision än en pH-indikator gör.

## Provrör

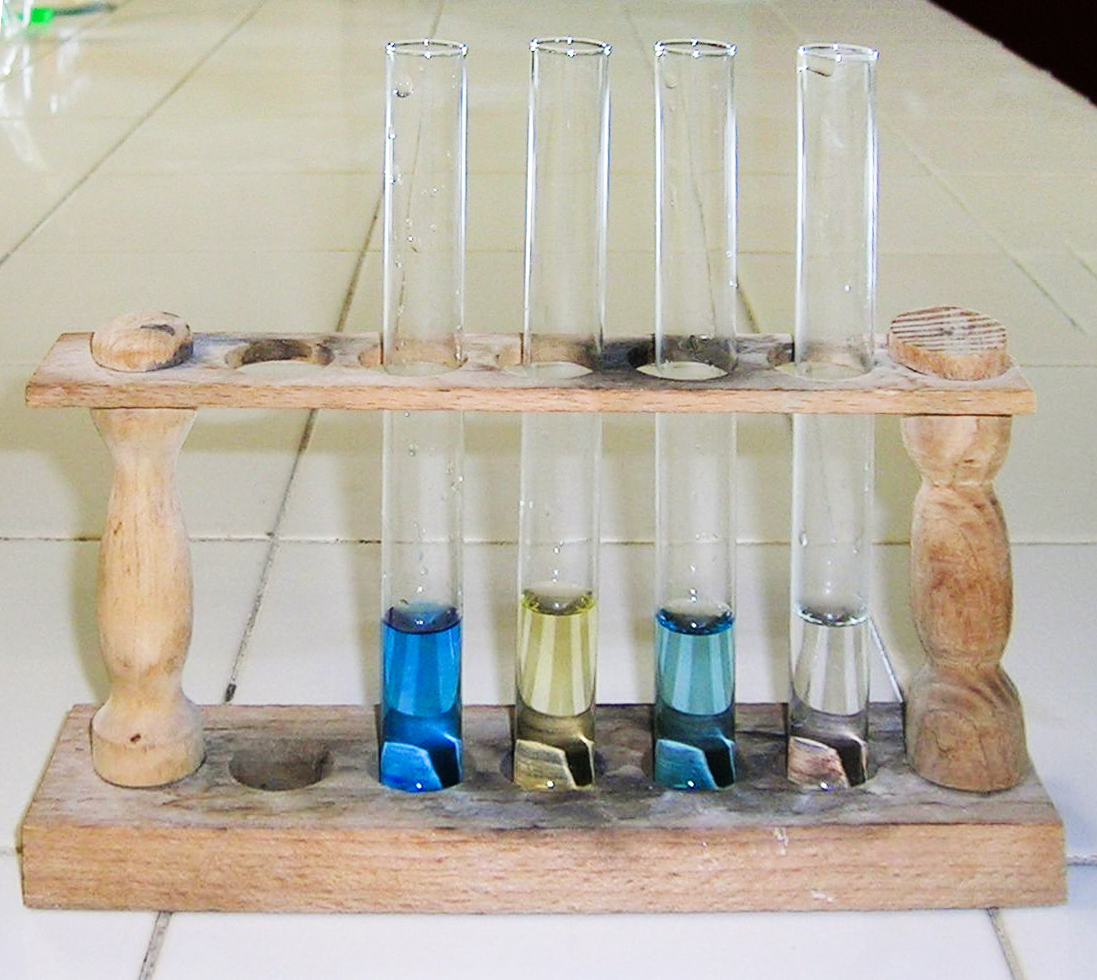
Fyra provrör i ett ställ.

Ett provrör är en avlång behållare som oftast består av glas. Den används i samband med experiment. Provröret gav upphov till begreppen in vitro-fertilisering (provrörsbefruktning) liksom provrörsbarn för befruktning utanför kroppen liksom barn som föds efter en sådan befruktning.

## Laboratoriecentrifug

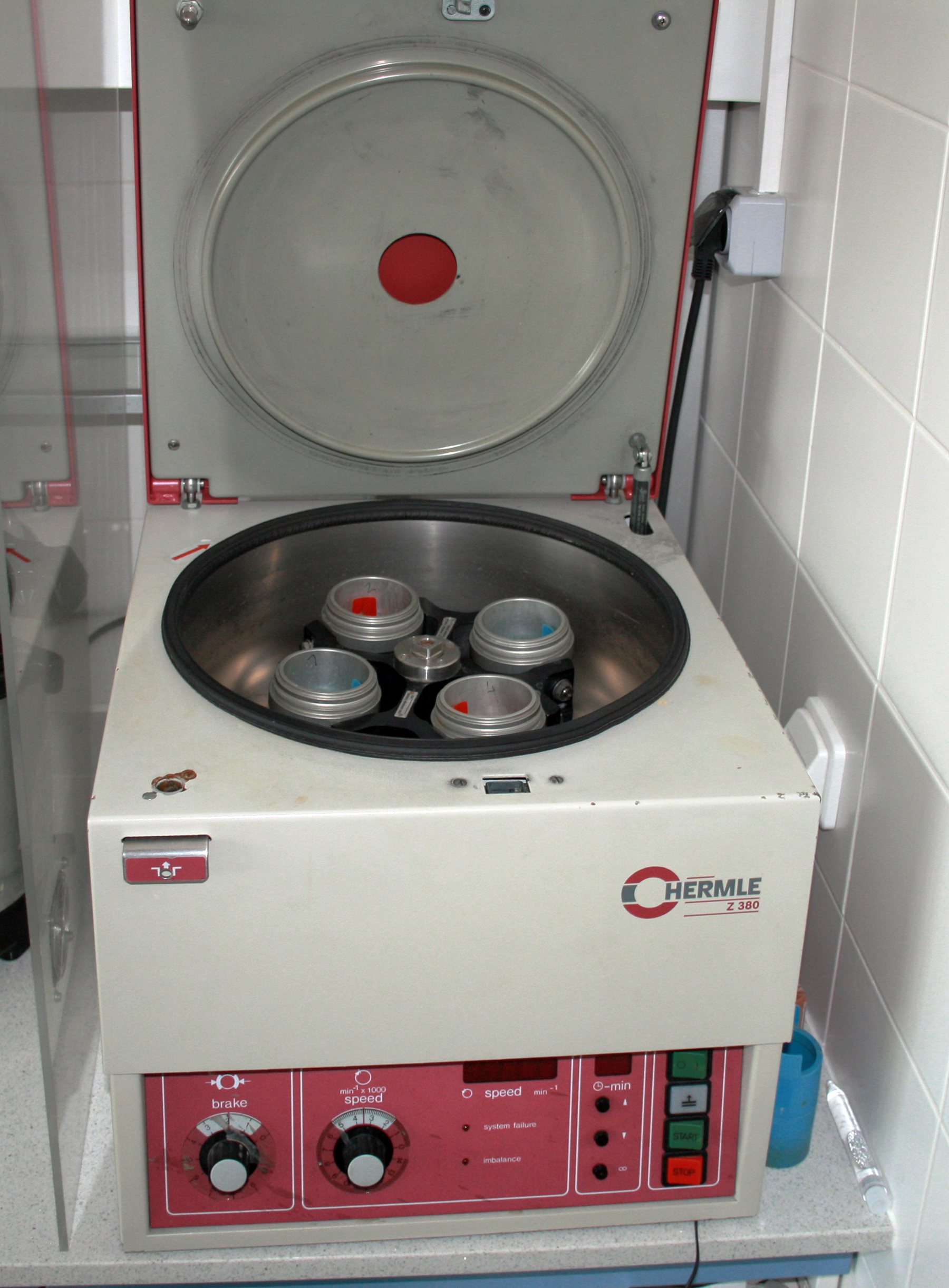
Laboratoriecentrifug.